# عزرا تايلور
عزرا تايلور (بالإنجليزية: Ezra Taylor)‏ هو لاعب اتحاد الرغبي نيوزيلندي، ولد في 6 أبريل 1983 في بريزبان في أستراليا.